# Stefan Jonsson (idrottare)
Stefan Jonsson, född 2 juni 1956 i Malmö är en svensk före detta tyngdlyftare och Kroppsbyggare som 1980 deltog i Olympiska sommarspelen 1980 i Moskva där han slog svenskt rekord sammanlagt (327,5 kg). Stefan sadlade senare om till Kroppsbyggning och lyckades 1988 ta brons på EM.

## Meriter
- 1978- "SM-Guld" (Tyngdlyftning) - 82,5 kg
- 1979- "SM-Guld" (Tyngdlyftning) - 82,5 kg
- 1979- "NM-Guld" (Tyngdlyfting) - 82,5 kg
- 1980- "NM-Guld" (Tyngdlyftning) - 82,5 kg
- 1980- 8 "Olympiska spelen" (Tyngdlyftning) - 82,5 kg
- 1981- "SM-Guld" (Tyngdlyftning) - 82,5 kg
- 1987- "EM-Kval" vinnare (Bodybuilding) - 90 kg
- 1988- "EM-Kval" vinnare (Bodybuilding) - 90 kg
- 1988- Nordisk mästare (Bodybuilding) - 90 kg
- 1988- EM 3:a (Bodybuilding) - 90 kg
- 1989- "EM-Kval" vinnare (Bodybuilding) - 90 kg
- 1990- "SM-Guld" (Bodybuilding) - 90 kg